# Trichoniscus beschkovi
Trichoniscus beschkovi là một loài chân đều trong họ Trichoniscidae. Loài này được Andreev miêu tả khoa học năm 1986.